# 叶尔纳亚河
叶尔纳亚河（俄语：Река Ельная）或亚屯川（日语：／）是萨哈林州斯米尔内赫区的河流，源起卡梅绍维山脉萨拉托夫山和钻石山间，长61公里，流域面积233平方公里，注入波罗奈河。雪水融化约占年流量的60%，25%来自地下水，15%来自雨水。鲑洄游产卵。